# اندی هاورث
اندی هاورث (انگلیسی: Andy Haworth؛ زادهٔ ۲۸ نوامبر ۱۹۸۸) بازیکن فوتبال اهل بریتانیا است.
از باشگاه‌هایی که در آن بازی کرده‌است می‌توان به باشگاه فوتبال بلکبرن روورز، باشگاه فوتبال بری، باشگاه فوتبال چلتنهام تاون، باشگاه فوتبال گیتزهد، باشگاه فوتبال آکسفورد یونایتد، باشگاه فوتبال بارو، باشگاه فوتبال روچدیل، باشگاه فوتبال فالکیرک، باشگاه فوتبال تاموورث، باشگاه فوتبال نوتس کانتی، و باشگاه فوتبال برادفورد سیتی اشاره کرد.